# Miika Elomo
Miika Elomo (ur. 22 kwietnia 1977 w Turku, zm. ok. 9 lutego 2025) – fiński hokeista, trener.

## Kariera zawodnicza
- TPS U18 (1992-1995)
- TPS U20 (1993-1996)
  -  Kiekko-67 (1994-1996)
- TPS (1995-1996)
- Portland Pirates (1996-1998)
- HIFK (1998)
- TPS (1998-1999)
- Washington Capitals (1999)
- Portland Pirates (1999-2000)
- Saint John Flames (2000-2001)
- TPS (2001)
- Blues (2001-2005)

Wychowanek klubu TPS w rodzinnym mieście. grał w drużynach juniorskich i zespole seniorskim. W drafcie NHL z 1995 został wybrany przez kanadyjski klub Washington Capitals w pierwszej rundzie z numerem 23. W 1996 wyjechał do Stanów zjednoczonych i przez dwa niepełne sezony grał w barwach zespołu Portland Pirates w lidze AHL. W drugiej części sezonu 1997/1998 wrócił do Finlandii i grał w stołecznej ekipie HIFK. Następną edycję SM-Liiga spędził ponownie w macierzystym TPS. Następnie raz jeszcze wyjechał do USA i w październiku 1999 rozegrał dwa jedyne mecze w NHL w barwach Washington Capitals, a poza tym regularnie grał znowu w Portland Pirates, natomiast w kolejnym sezonie AHL 2000/2001 występował w kanadyjskiej drużynie Saint John Flames. W 2001 na stałe powrócił do Finlandii i początkowo był zawodnikiem TPS, a potem przez kilka lat w Espoo Blues.
W barwach juniorskich reprezentacji Finlandii uczestniczył w turniejach mistrzostw świata juniorów do lat 17 edycji 1994, mistrzostw Europy juniorów do lat 18 edycji 1994, 1995, mistrzostw świata juniorów do lat 20 edycji 1995, 1996.

## Kariera trenerska
- Vierumäki A U20 (2012), asystent trenera
- TPS (2012-2014), asystent trenera
- TPS U20 (2014-2015), główny trener
- TPS (2014/2015), główny trener
- TuTo (2016-2019), główny trener
- Storhamar Dragons (2019-2020), główny trener
- Reprezentacja Finlandii do lat 20 (2020-2022), trener w sztabie
- Ciarko STS Sanok (2022-2023), główny trener
- Les Jokers de Cergy-Pontoise (2023-2025), główny trener

Jako trener był asystentem szkoleniowca w TPS, samodzielnie prowadził drużynę juniorską do lat 20 tego klubu, a w sezonie 2014-2015 przejściowo był też głównym trenerem seniorskiego zespołu TPS. Od początku 2016 lutego był głównym trenerem drużyny TuTo w drugiej klasie rozgrywkowej Mestis (zawodnikiem był tam wtedy jego brat Teemu). W edycji GET-ligaen (2019/2020) prowadził norweski zespół rozgrywek Storhamar Dragons, osiągając drugie miejsce w sezonie zasadniczym (faza play-off została odwołana z powodu pandemii COVID). Następnie wszedł do sztabu trenerskiego reprezentacji kraju do lat 20 i był asystentem podczas turniejów mistrzostw świata juniorów do lat 20 edycji 2021, 2022. 14 stycznia 2022 został oficjalnie przedstawiony jako trener zespołu Ciarko STS Sanok w rozgrywkach Polskiej Hokej Ligi (w maju tego roku jego brat Teemu został szkoleniowcem innego zespołu z tej ligi, KH Energa Toruń). Po sezonie PHL 2022/2023 odszedł z sanockiego klubu i został szkoleniowcem francuskiej drużyny Les Jokers de Cergy-Pontoise z rozgrywek Ligue Magnus.

## Życie prywatne
Jego bracia Teemu (ur. 1979) i Tommi (ur. 1981) także zostali hokeistami. 
4 lutego 2025 poślubił Marię Autio. Zmarł ok. 9 lutego 2025. 14 lutego 2025 jego pamięć uczczono przed ligowym meczem TPS – Ässät.

## Sukcesy
Zawodnicze reprezentacyjne
- Złoty medal mistrzostw Europy juniorów do lat 18: 1995

Zawodnicze klubowe
- Hopealuistin: 1996 z TPS
- Srebrny medal mistrzostw Finlandii: 1996 z TPS
- Trofeum pamiątkowe Harry’ego Lindbladina – pierwsze miejsce w sezonie zasadniczym SM-liigi: 1999 z TPS
- Złoty medal mistrzostw Finlandii: 1998 z HIFK, 1999 z TPS
- Calder Cup – mistrzostwo AHL: 2001 z Saint John Flames

Trenerskie klubowe
- Puchar Finlandii: 2017 z TuTo
- Srebrny medal Mestis: 2018 z TuTo
- Brązowy medal Mestis: 2019 z TuTo